# Memphis (Teksas)
Memphis je grad u američkoj saveznoj državi Teksas. Prema popisu stanovništva iz 2010. u njemu je živjelo 2.290 stanovnika.